# Saint-Jean-de-Belleville
Saint-Jean-de-Belleville este o comună în departamentul Savoie din sud-estul Franței. În 2009 avea o populație de 538 de locuitori.

## Evoluția populației
| An        | 1975 | 1982 | 1990 | 1999 | 2006 | 2009 |
| --------- | ---- | ---- | ---- | ---- | ---- | ---- |
| Populație | 470  | 363  | 394  | 418  | 483  | 538  |